# Sergio Fantoni
Sergio Fantoni (* 7. August 1930 in Rom; † 17. April 2020 ebenda) war ein italienischer Schauspieler, Regisseur, Autor und Synchronsprecher.

## Leben
Sergio Fantoni stammte aus einer Schauspielerfamilie. Seine Eltern, Cesare Fantoni und Afra Arrigoni Fantoni, arbeiteten als Theaterschauspieler und waren häufig mit Theatertourneen unterwegs. Fantoni wuchs in Marino und Piombino auf, häufig getrennt von seinen Eltern.
Er studierte zunächst Ingenieurwissenschaften und Architektur und arbeitete anfänglich nur nebenbei als Schauspieler bei Sommerfestivals und als Sprecher in Rundfunkproduktionen. 1949 erhielt Fantoni von dem Regisseur Raffaello Matarazzo seine erste Filmrolle: eine kleine Nebenrolle in dem Historienfilm Paola e Francesco mit Odile Versois. 1951 spielte Fantoni, an der Seite von Vittorio Gassman, seine erste Hauptrolle in dem Film Der Löwe von Amalfi (Il leone di Amalfi) unter der Regie von Pietro Francisci. 1951 gab Fantoni auch sein Debüt als Theaterschauspieler in der von Gassman zusammen mit Luigi Squarzina 1951 gegründeten eigenen Theatergruppe, der Compagnia del teatro di arte italiano. Luchino Visconti besetzte Fantoni 1953 als Jason in seiner Inszenierung des Stücks Medea von Euripides. Außerdem gab er ihm 1954 die kleine Rolle des Luca in seinem Film Sehnsucht (Senso). Von 1954 bis 1955 spielte Fantoni am Piccolo Teatro von Giorgio Strehler in Mailand, wo er den Guglielmo in Die Trilogie der Sommerfrische von Carlo Goldoni und den Camille Desmoulins in I Giacobini von Federico Zardi spielte. 1955 war Fantoni in einer Fernsehinszenierung des Theaterstücks Der Kaufmann von Venedig zu sehen.
Als Bühnendarsteller spielte Fantoni ein breites Repertoire, das Stücke von William Shakespeare, die italienischen Komödienautoren des 18. Jahrhunderts, das Drama der Jahrhundertwende, aber auch Stücke der europäischen Moderne und des zeitgenössischen Theaters umfasste. Er war während seiner Theaterlaufbahn in zahlreichen größeren und kleineren Rollen in Stücken von Molière, Gotthold Ephraim Lessing, Anton Tschechow, Hugo von Hofmannsthal, Luigi Pirandello, Thornton Wilder und Harold Pinter zu sehen. Mehrfach arbeitete Fantoni auch als Theaterregisseur und schrieb Theaterstücke, unter anderem Tutta colpa di Garibaldi.
In den 1950er Jahren spielte Fantoni in zahlreichen historischen Abenteuerfilmen, in diversen italienischen Cinecitta-Produktionen und in internationalen Koproduktionen. Er spielte den machtbesessenen Eteokles in Herkules und die Königin der Amazonen, den aufrechten Soldaten Giacomo Feo in Caterina Sforza, la leonessa di Romagna an der Seite von Virna Lisi, den Bösewicht Teocrito in Die Schlacht von Marathon (La Battaglia di Maratona) und den Höfling Haman in Das Schwert von Persien. 1960 spielte er in dem Filmdrama Gefährliche Nächte (I delfini) gemeinsam mit Claudia Cardinale.
Ab den 1960er Jahren trat Fantoni verstärkt in internationalen Produktionen auf und drehte verschiedene Filme auch in Hollywood. Oft wurde er dabei als verführerischer, exotischer Liebhaber eingesetzt. An der Seite von Hildegard Knef war er 1963 der leidenschaftliche Liebhaber Orloff in Katharina von Rußland (Caterina di Russia). Elke Sommer war seine Partnerin in dem Spionagefilm Der Preis. Mit Doris Day spielte er 1965 in der Filmkomödie Bitte nicht stören!, in dem raffinierten Psychothriller Mit teuflischen Grüßen, dem letzten Film des französischen Regisseurs Julien Duvivier, spielte er 1967, mit Senta Berger als Partnerin, den zwielichtigen Arzt Dr. Frederic Launay. 1971 war er in dem Italowestern Matalo zu sehen. 1987 übernahm er eine Rolle in Peter Greenaways Film Der Bauch des Architekten.
Ab den 1970er Jahren war Fantoni auch mehrfach in Fernsehserien, Fernsehfilmen und Mehrteilern im italienischen Fernsehen zu sehen. Für einiges Aufsehen sorgte sein Auftritt in der Mini-Serie Delitto di stato, wo er als erster männlicher Darsteller im italienischen Fernsehen vollständig nackt zu sehen war. 1986 spielte er in der zweiten Staffel der Serie Allein gegen die Mafia den Colonel Ettore Ferretti. 1999 hatte er in der Folge La voce del violino eine Episodenhauptrolle in der Serie Commissario Montalbano.
Sergio Fantoni war während seiner gesamten Filmkarriere auch umfangreich als Synchronsprecher tätig. Für das italienische Kino war er unter anderem die Stimme von Marlon Brando, Henry Fonda, Gregory Peck, Rock Hudson, Alan Ladd, Max von Sydow, Ivan Desny und Maximilian Schell.

## Filmografie (Auswahl)
- 1949: Paolo e Francesca
- 1951: Der Löwe von Amalfi (Il leone di Amalfi)
- 1953: Der Korsar des Königs (Capitan Fantasma)
- 1954: Sehnsucht (Senso)
- 1959: Herkules und die Königin der Amazonen (Ercole e la regina di Lidia)
- 1959: Caterina Sforza, la leonessa di Romagna
- 1959: Die Schlacht von Marathon (La Battaglia di Maratona)
- 1959: Die Rache der Borgias (La notte del grande assalto)
- 1960: Seddok – Der Würger mit den Teufelskrallen (Seddok, l’erede di Satana)
- 1960: Es war Nacht in Rom (Era notte a Roma)
- 1960: Das Schwert von Persien (Ester e il re)
- 1960: Gefährliche Nächte (I delfini)
- 1961: Das bittere Leben (Il sicario)
- 1961: Nackt jeden Abend (Gioventù di notte)
- 1961: Man nennt es Amore
- 1962: Zehn Italiener für einen Deutschen (Dieci italiani per un tedesco (Via Rasella))
- 1962: Katharina von Rußland (Caterina di Russia)
- 1963: Kali Yug: Die Göttin der Rache (Kali Yug, la dea della vendetta)
- 1963: Kali Yug, 2. Teil: Aufruhr in Indien (Il mistero del tempio indiano)
- 1963: Der Preis (The Prize)
- 1964: Eine Leiche für die Dame (Cadavere per signora)
- 1965: Bitte nicht stören! (Do Not Disturb!)
- 1965: Colonel von Ryans Express (Von Ryan’s Express)
- 1966: Was hast du denn im Krieg gemacht, Pappi? (What Did You Do in the War, Daddy?)
- 1967: Mit teuflischen Grüßen (Diaboliquement vôtre)
- 1970: Das Wespennest (Hornets’ Nest)
- 1971: Matalo (…y seguian robandose el millon de dolares)
- 1974: Anna Karenina
- 1982: Delitto di stato
- 1986: Allein gegen die Mafia (La piovra 2)
- 1987: Der Bauch des Architekten (The Belly of an Architect)
- 1989: Mission Eureka
- 1993: Karl der Große (Charlemagne, le prince à cheval) (Fernsehminiserie)
- 1999: Commissario Montalbano
- 2003: The Accidental Detective